# Sokolac
La municipalidad de Sokolac se localiza dentro de la región de Sarajevo-Romanija, dentro de la República Srpska, en Bosnia y Herzegovina, forma junto con otros cinco municipios la ciudad de Sarajevo Oriental.

## Localidades
Esta municipalidad de la República Srpska, localizada en Bosnia y Herzegovina se encuentra subdividida en las siguientes localidades a saber:
Baltići, Bandin Odžak, Banja Lučica, Barnik, Bećari, Bereg, Bijela Voda, Bjelasovići, Bjelosavljevići, Borovac, Brejakovići, Bukovik, Cvrčići, Čavarine, Čitluci, Donje Babine, Donje Gire, Donji Drapnići, Donji Kalimanići, Džindići, Đedovci, Gazivode, Gornji Kalimanići, Gornji Poretak, Grbići, Hrastišta, Imamovići, Jabuka, Jasik, Kadića Brdo, Kalauzovići, Kaljina, Kazmerići, Klečkovac, Knežina, Košutica, Kruševci, Kula, Kusače, Kuti, Mandra, Mangurići, Margetići, Medojevići, Meljine, Mičivode, Miletci, Miletine, Nehorići, Nepravdići, Novo Selo, Novoseoci, Ozerkovići, Parževići, Pavičići, Pediše, Pihlice, Pobratci, Podkrajeva, Podromanija, Preljubovići, Prinčići, Pusto Selo, Ravna Romanija, Rijeća, Rudine, Selišta, Sijerci, Smrtići, Sokolac, Sokolovići, Šahbegovići, Šenkovići, Širijevići, Točionik, Turkovići, Vidrići, Vraneši, Vrapci, Vražići, Vrhbarje, Vrhovina, Vrutci, Vukosavljevići, Zagrađe, Žljebovi, Žulj y Žunovi.

## Geografía
El Municipio de Sokolac tiene fronteras con siguientes municipios en la República Srpska: Rogatica al sureste, Han Pijesak al noreste, Pale al sur y suroeste y con la municipalidad de Istočni Stari Grad al oeste y noroeste. En la parte da la Federación de Bosnia y Herzegovina, municipalidad de Sokolac tiene frontera con el municipio de Olovo en norte; también, la frontera de la municipalidad de Sokolac aquí, en lo mismo tiempo está y la frontera entre República Srpska y Federación de Bosnia y Herzegovina. 
Sokolac se encuentra en la carretera principal M19, que conecta capital de Bosnia y Herzegovina Sarajevo con la capital de Serbia Belgrado. Además de la carretera M19, en el territorio de Sokolac se encuentra y carretera E761, que es la parte de la red de las carreteras europeas.

## Demografía
Si se considera que la superficie total de este municipio es de 729 kilómetros cuadrados y su población está compuesta por unas 14.883 personas, se puede estimar que la densidad poblacional de esta municipalidad es de veinte habitantes por cada kilómetro cuadrado de esta división administrativa.